# Sints
Sints (sinti) foren una tribu de Tràcia que ocupava el territori entre les muntanes Cercine i el riu Estrímon, que en la seva part alta era anomenat Sintice (Σιντική) a causa del poble dels sints.
Es pensa que són els mateixos que els sapais. Sota domini romà, amb Macedònia dividida en quatre districtes, el seu territori i Bisàltia van fer part del districte primer amb Amfípolis com a capital. Les seves ciutats principals foren Heracleia, Paroecopolis i Tristolos o Tristolus.